# Джейн Остін (фільм)
Джейн Остін (англ. Becoming Jane) — британсько-ірландський біографічний фільм про молоді роки англійської письменниці Джейн Остін. Режисер фільму Джуліан Джарролд, головні ролі зіграли Енн Гетевей і Джеймс МакЕвой. Фільм вийшов у прокат в Україні 25 жовтня 2007.

## Сюжет
Джейн Остін вірить у любов, а її батьки хочуть, щоб вона вступила в шлюб за розрахунком: в Англії 1795 в молодої жінки не було іншого вибору. Проте коли 12-річна Джейн познайомилася з привабливим молодим ірландцем Томом Лефроєм, його розум і зухвалість розпалили її цікавість, і весь світ полетів шкереберть.

## У ролях
- Енн Гетевей — Джейн Остін
- Джеймс Мак-Евой — Томас Лефрой
- Джулі Волтерс — місіс Остін
- Джеймс Кромвелл — преподобний Джордж Остін
- Меггі Сміт — леді Грешем
- Джо Андерсон — Генрі Остін
- Ієн Річардсон — головний суддя Лондона, лорд Ланглуа
- Гелен Маккрорі — Енн Редкліфф